# CERN
CERN (akronim od franc. Conseil européen pour la recherche nucléaire: Europsko vijeće za nuklearna istraživanja, kakvo je bilo privremeno ime iz 1952. god.; zapravo je službeno ime od osnivanja 1954. god. "Europska organizacija za nuklearna istraživanja" - Organisation européenne pour la recherche nucléaire), međunarodna je institucija za nuklearna istraživanja kojoj su svrha fundamentalna istraživanja (bez izravnih tehnoloških ili komercijalnih ciljeva) na području fizike elementarnih čestica, osnovana 1954. CERN je najveći znanstveni laboratorij na svijetu, ima najsloženije znanstvene mjerne instrumente i druge uređaje potrebne za istraživanja. Najvažniji su instrumenti u CERN-u akceleratori i detektori čestica. U akceleratorima se čestice ubrzavaju gotovo do brzine svjetlosti i usmjeravaju na sudare. Promatranjem sudara s pomoću detektora dobivaju se podaci o međudjelovanju čestica. Sjedište je organizacije u Meyrinu kraj Ženeve. U članstvu CERN-a su 23 države, a s 38 država među kojima je i Hrvatska CERN ima ugovore o suradnji.

## Organizacija
Europsko vijeće za nuklearna istraživanja ili CERN je osnovan 1953. godine s namjerom da se na jednome mjestu koncentriraju profesionalna, tehnička, intelektualna i financijska sredstva europskih zemalja, jer fizika elementarnih čestica zahtijeva velika ulaganja, izgradnju složenih i skupih akceleratora, detektora, elektroničkih sustava i informatike. Europske zemlje, koje su dominirale znanstvenom scenom prije rata, izišle su iz II. svjetskog rata znanstveno upropaštene i izgubile su najveći broj svojih stručnjaka i znanstvenika, znanost se bila preselila u SAD i nijedna europska zemlja pojedinačno nije bila više u mogućnosti obavljati takva istraživanja koja zahtijevaju ulaganja na skali zemalja-kontinenta kao što su bili SAD i SSSR. Osnutkom CERN-a namjera je bila vratiti barem djelomično znanstvenu premoć i spriječiti odljev mozgova (brain drain) prema SAD-u, veliku brigu europskih političara onog vremena. Nalazi se na francusko-švicarskoj granici, zapadno od Ženeve. Članovi CERN-a su 23 države. 
Tadašnja Jugoslavija bila je među dvanaest zemalja osnivačica CERN-a (potpisnik konvencije 1953. bio je P. Savić, uz prisutnost I. Supeka), pa su fizičari i inženjeri iz Hrvatske (Institut Ruđer Bošković /IRB/ i Prirodoslovno-matematički fakultet /PMF/, Zagreb) počeli odlaziti u CERN, neki na kraće boravke, a neki i trajno. Profesor V. Glaser iz Zagreba/PMF otišao je potkraj 1950-ih u CERN i bio ondje jedan od ključnih teorijskih fizičara, baveći se aksiomatskom teorijom polja; ali će i niz drugih fizičara, eksperimentalaca i teoretičara dolaziti sljedećih godina i desetljeća na kraća ili duža razdoblja u CERN. Kao članovi teorijske grupe 1960-ih godina došli su teoretičari kao G. Alaga, D. Tadić (nuklearna fizika i slabe interakcije), B. Jakšić (koji je tada radio na modelu Regge), V. Paar (nuklearni modeli), kasnijih godina S. Pallua (čestičar i kozmolog), I. Picek (teorija čestica), B. Guberina (teorija i fenomenologija raspada šarmiranih bariona), J. Trampetić (fenomenologija/teorija B hadrona), B. Melić (B-fizika i narušavanje CP simetrije) itd. Neki su došli radeći na eksperimentima, M. Furić (nuklearna fizika), D. Vranić, G. Paić, D. Ferenc, K. Kadija, T. Antičić itd. (uglavnom na fizici teških iona), i nova generacija – V. Brigljević i njegovi studenti i suradnici, koji rade na analizi podataka s CMS detektora. Od devedesetih godina dolaze i fizičari i sa Sveučilišta u Splitu, I. Puljak, Z. Antunović, N. Godinović, D. Lelas, M. Dželalija, R. Pleština, M. Kovač itd., koji rade na CMS detektoru i analizi podataka. U CERN-u djeluje i više stručnjaka hrvatskog podrijetla, ali vezanih za druge institucije, ili direktno za CERN (inženjeri Boltezar, Mario Weiss, Fred Asner – eksperti za akceleratorske ili magnetske tehnike) ili za zapadnoeuropske institucije kao I. Derado (MPI–München), G. Senjanović (ICTP–Trst), D. Denegri (CEN–Saclay) itd., koji su ili povremeno ili trajno aktivni u CERN-u.
Ukupni broj fizičara vezanih uz ovaj projekt je oko 10 000. U CERN-u je zaposleno oko 2 500 ljudi, a oko 800 znanstvenika iz 580 institucija koristi se njegovim kapacitetima za svoja istraživanja. CERN-om upravlja 20 zemalja članica Europske unije. S dodatnih 38 zemalja, među kojima je i Hrvatska, CERN surađuje na temelju ugovora o suradnji. Budžet CERNa u 2008. godini iznosio je oko 1,1 milijardu švicarskih franaka. Europski laboratorij za fiziku čestica ili CERN najveći je istraživački laboratorij na svijetu.
Hrvatska je uspostavila odnose s CERN-om ubrzo nakon što je stekla nezavisnost. Do 1997. hrvatski fizičari radili su uglavnom u SPS pogramu teških iona, u NA49 eksperimentu i u pripremama za program ALICE.
Kontakti s hrvatskim vlastima i veze s pojedinačnim znanstvenim ustanovama obnovljene su 1998., a znanstveno-istraživačke skupine iz Splita i Zagreba pridružile su se programima ALICE i CMS zajedno uz angažman hrvatske industrije, pridonoseći izgradnji dijelova obaju detektora. Uz Institut Ruđer Bošković koji je preuzeo ulogu koordinacijskog tijela, postoji i vrlo aktivna i snažna skupina fizičara u Splitu. Skupina znanstvenika iz Instituta Ruđer Bošković surađuje s CERN-om i u eksperimentima OPERA i CAST.
U proteklih 15 godina, u sklopu ovih aktivnosti, znanstvenici iz Hrvatske objavili su u suradnji sa svojim kolegama više od 300 znanstvenih radova, izradili 10 doktorskih i magistarskih radova, održali više od 100 predavanja i osigurali Končaru i Mikrotrendu ugovore za isporuku opreme za ugradnju u detektore CMS i ALICE. Ministarstvo je sufinanciralo radove Končara na projektu CMS, a Končar je za kvalitetno obavljen posao primio od CERN-a nagradu za kvalitetu (The CMS Gold Award of the Year 2006). Ministarstvo na godišnjoj razini financira posjet studenata završne godine Prirodoslovno-matematičkog fakulteta CERN-u (25 studenata), te financira četiri putne stipendije za posjet Ljetnoj školi CERN-a.

### Eksperiment OPERA
Eksperiment OPERA, u kojem sudjeluju i hrvatski znanstvenici s Instituta Ruđer Bošković, po prvi put je otkrio prelazak jedne elementarne čestice - mionskog neutrina u drugu - tau neutrino, što je za fiziku elementarnih čestica važno i dugo najavljivano otkriće.

## Rad
Sustav akceleratora čestica u CERN-u povezan je tako da snopovi čestica prelaze iz jednog akceleratora u drugi, a svaki sljedeći akcelerator ubrzava čestice do većih energija. Posljednji je i najveći akcelerator u nizu LHC. Čestice se ubrzavaju u vakuumiziranim cijevima, a njihovim se gibanjem upravlja s pomoću elektromagnetskih uređaja: dipolni magneti zakreću ih u kružnu putanju, kvadropolni magneti stišću snop čestica, a elektromagnetski rezonatori ubrzavaju čestice ili održavaju njihove energije na željenoj vrijednosti. Ubrzavati se mogu protoni ili atomske jezgre olova. Atomi vodika uzimaju se iz boca tekućeg vodika i ioniziraju električnom strujom. Protoni se ubrzavaju u linearnom akceleratoru do 31,4% brzine svjetlosti, odnosno do energije 50 MeV, potom se ubrzavaju u akceleratorima: PS Booster (akronim od engl. Proton Synchrotron Booster: protonsko-sinkrotronski pojačivač), PS (akronim od engl. Proton Synchrotron: protonski sinkrotron), SPS (akronim od engl. Super Proton Synchrotron: super protonski sinkrotron) i na kraju u akceleratoru LHC, gdje pojedinačne čestice postižu približno 99,999 999% brzine svjetlosti, odnosno energiju od 7 TeV. Dobivanje jezgri olova koje se koriste za sudare složenije je od dobivanja protona. Olovne pare nastaju zagrijavanjem vrlo čistoga komada olova (izotop Pb-208) do temperature od približno 500 °C i ioniziraju se s pomoću struje elektrona. Tim postupkom pojedini atomi olova mogu izgubiti najviše 29 elektrona. Ioni olova ubrzani do energije od 4,2 MeV/u (energije po nukleonu) dodatno se ioniziraju prolaskom kroz ugljičnu foliju, gdje većinom gube po 54 elektrona. Dalje se ubrzavaju u akceleratorima LEIR (akronim od engl. Low Energy Ion Ring: niskoenergetski ionski prsten), PS i SPS. Nakon što postignu energiju od 5,9 GeV/u, prolaze kroz još jednu foliju i gube sve svoje elektrone. Kada postignu energiju od 177 GeV/u, prelaze u LHC i ubrzavaju se do energije od 2,76 TeV/u.
U detektorima se prebrojavaju sudari, prepoznaju nastale čestice i određuju im se prostorni položaji, električni naboj, brzina, masa i energija. Detektori se sastoje od velikoga broja slojeva uređaja za praćenje tragova čestica nastalih ioniziranjem medija i od slojeva elektromagnetskih i hadronskih kalorimetara. Svaki sloj mjeri određena svojstva pojedinih vrsta čestica. Ako se uređaj za praćenje tragova nalazi u magnetskom polju, česticama koje imaju električni naboj može se mjeriti zakrivljenost putanje i tako im odrediti električni naboj i količina gibanja, na primjer čestice pozitivnoga električnoga naboja svinut će svoje putanje na jednu, a čestice negativnoga električnoga naboja na drugu stranu, čestice velike količine gibanja neznatno će zakrenuti svoje putanje, a čestice male količine gibanja gibat će se u uskim spiralama. U uređajima za praćenje tragova ne vide se električki neutralne čestice, na primjer fotoni i neutroni. Kalorimetri mjere energiju čestica tako što ih zaustavljaju. Izgrađeni su od različitih materijala, ovisno o vrsti čestica kojoj su namijenjeni, a glavni su instrument za prepoznavanje električki neutralnih čestica. Mioni i neutrini ne mogu biti detektirani u kalorimetrima. Mioni su jedine električki nabijene čestice koje mogu prijeći nekoliko metara kroz gustu tvar pa se mionske komore nalaze u vanjskim slojevima detektora. Oko najvećeg akceleratorskog prstena snopovi čestica sudaraju se na 4 mjestima, na kojima je postavljeno 6 detektora: ALICE, ATLAS, CMS, LHCb, LHCf i TOTEM. I ostali akceleratori imaju komore za pokuse u kojima se snopovi čestica sudaraju na nižim energijama.
Najvažniji projekt CERNa je LHC (Veliki hadronski sudarivač, eng. Large Hadron Collider) koji je počeo s radom u kolovozu 2008. Sastoji se od podzemnog prstena opsega 26 659 metara smještenog na dubini između 75 i 150 metara i akceleratorskih struktura koje ubrzavaju čestice tijekom njihovog kruženja kroz cijev. Za usmjeravanje snopa čestica kroz cijevi akceleratora koriste se tisuće magneta različitih svojstava i veličine. Snopovi čestica vode se kroz cijevi akceleratorskog prstena pomoću jakog magnetskog polja, koje se postiže upotrebom supravodljivih elektromagneta. Supravodljivi magneti sastavljeni su od posebnih vodiča ohlađenih pomoću tekućeg helija na -271 ºC, da bi se postiglo stanje supravodljivosti. U tom stanju električna struja teče kroz vodiče bez otpora i gubitaka energije što omogućava stvaranje iznimno jakih magnetskih polja. Duž prstena akceleratora, na mjestima gdje se snopovi sudaraju, smješteni su detektori čestica koji prikupljaju podatke o česticama nastalim u sudarima i uvjetima koji su tada vladali. Nakon više od deset godina izgradnje i utrošenih više milijardi eura, Veliki hadronski sudarivač pušten je u pogon 10. rujna 2008.  

### Detektori
Oko akceleratorskog prstena u četiri velike šupljine na mjestima presjecanja snopova protona postavljeno je ukupno šest detektora elementarnih čestica koji će prikupljati podatke o uvjetima koji vladaju u trenutku sudara, o česticama koje pritom nastaju i o njihovim karakteristikama. U svih šest detektora ugrađeno je oko 150 milijuna senzora koji će prikupljati podatke oko 40 milijuna puta u sekundi. Tok sirovih podataka iz četiri detektora iznosit će ukupno oko 700 MB/s. 
Namjena velikih detektora izgrađenih oko akceleratorskog prstena je identificiranje sekundarnih čestica koje nastaju u sudarima i mjerenje njihovog položaja u prostoru, naboja, brzine, mase i energije. Da bi to mogli, detektori se sastoje od mnogo slojeva “poddetektora” koji imaju specifične uloge u rekonstrukciji sudara. Povrh svega nalazi se magnet čija je uloga razdvajanje čestica prema električnom naboju i omogućavanje mjerenja momenta. Postoje dvije važne kategorije poddetektora: 
- Uređaji za prećenje putanje prate kretanje čestica prema tragu koji ostavljaju ioniziranjem medija kroz koji se kreću. U magnetskom polju tragovi se mogu koristiti za mjerenje zakrivljenosti putanje čestice, a prema tome i njenog momenta. Na temelju tih podataka moguće je identificirati česticu.
- Kalorimetri su uređaji koji mjere energiju čestica tako što ih zaustavljaju i mjere količinu oslobođene energije. Postoje dvije glavne vrste kalorimetara: elektromagnetski i hadronski. Za njihovu izgradnju koriste se različiti materijali, ovisno o vrsti čestica kojoj su namijenjeni. Elektromagnetski kalorimetri u potpunosti zaustavljaju elektrone i fotone koji stupaju u elektromagnetsku interakciju. Čestice koje stupaju u jaku interakciju (hadroni) mogu početi gubiti energiju u elektrostatičkom kalorimetru, ali će tek u hadronskom kalorimetru biti potpuno zaustavljene. Neke čestice, poput miona i neutrina, uopće neće biti detektirane ni jednom vrstom kalorimetara. Kalorimetri su glavni instrument za za identificiranje neutralnih čestica kao što su fotoni i neutroni. Iako su nevidljive u uređajima za praćenje putanja, otkrivaju se po energiji koju predaju kalorimetru.

Snopovi protona u LHC-u sudarat će se na četiri mjesta na kojima će biti postavljeno ukupno šest detektora: ALICE, ATLAS, CMS, LHCb, LHCf i TOTEM.

#### ALICE
ALICE (akronim od engl. A Large Ion Collider Experiment: eksperiment na velikom ionskom sudarivaču) je detektor specijaliziran za analiziranje sudara iona olova. Pomoću njega se proučavaju svojstva kvark-gluonske plazme, stanja tvari u kojem kvarkovi i gluoni, u uvjetima visoke temperature, više nisu ograničeni unutar prostora hadrona. Takvo stanje tvari vjerojatno je postojalo neposredno nakon velikog praska, prije nego što su formirane čestice poput protona i neutrona. Detektor je dugačak 26 metara, visok 16 metara i širok 16 metara, a  masa mu je 10 000 tona. 

#### ATLAS
ATLAS (akronim od engl. A Toroidal LHC Apparatus: toroidalni LHC aparat) je višenamjenski detektor projektiran za najširi mogući opseg fizičkih istraživanja – od Higgsovih bozona do supersimetrije i dodatnih dimenzija. Sastoji se od solenoida supravodljivoga magneta dugačkih 25 metara i raspoređenih tako da formiraju valjak oko cijevi sa snopom čestica koja prolazi kroz središte detektora. ATLAS je detektor najvećeg obujma ikada konstruiran. Dugačak je 46 metara, visok 25 metara i širok 25 metara.  Masa mu je 7 000 tona. 

#### CMS
Kompaktni mionski solenoid ili CMS (akronim od engl. Compact Muon Solenoid: kompaktna mionska zavojnica) je također višenamjenski detektor s istom namjenom kao i ATLAS, ali su u njegovoj konstrukciji primijenjena drugačija tehnička rješenja. Izgrađen je oko ogromne supravodljive zavojnice. Ima oblik cilindričnog namotaja superprovodnog kabela koji generira magnetsko polje snage 4 T, što je oko 100 000 puta jače od magnetskog polja Zemlje. Detektor je dugačak 21 metar, visok 15 metara i širok 15 metara. Masa mu je 12 500 tona.

#### LHCb
LHCb (akronim od engl. Large Hadron Collider beauty': veliki hadronski sudarivač, ljepota) je detektor specijaliziran za istraživanje asimetrije između materije i antimaterije koja je pristutna u interakcijama B-čestica (čestica čiji su konstituenti b kvarkovi). Razumijevanje ove asimetrije ključno je u istraživanju materije i antimaterije u svemiru. Detektor ima masu 5 600 tona, dugačak je 21 metar, visok 10 metara i širok 13 metara.

#### LHCf
LHCf (akronim od engl. Large Hadron Collider forward: veliki hadronski sudarivač, naprijed) je mali detektor koji mjeri čestice nastale vrlo blizu smjera snopova u sudarima proton - proton. Njegova primarna svrha je testiranje modela korištenih za procjenu primarne energije ultra jakog kozmičkog zračenja. Njegovi detektori bit će udaljeni 140 metara od mjesta sudara unutar detektora ATLAS. LHCf detektor se sastoji od dva dijela dugačka 30 cm, visoka 10 cm i široka 10 cm. Svaki dio detektora težak je 40 kg.

#### TOTEM
TOTEM (akronim od engl. Total Cross Section, Elastic Scattering and Diffraction Dissociation: mjerenje ukupnoga presjeka, elastičnog raspršenja i difrakcijske disocijacije) će mjeriti efektivnu veličinu ili presjek protona u LHC-u. TOTEM mora biti u mogućnosti detektirati čestice nastale vrlo blizu glavnih snopova protona. Sastoji se od detektora smještenih u posebno dizajniranim vakumskim komorama – “rimskim loncima” – povezanim s glavnim cijevima akceleratora. Osam komora je raspoređeno u parovima na četiri mjesta u blizini točke sudara detektora CMS. TOTEM je dugačak 440 metara, visok pet metara, širok pet metara i težak 20 tona.

### Informatička podrška
Tok sirovih podataka iz detektora Velikog hadronskog sudarivača iznos ogromnih 700 MB/s. Ta količina podataka prikuplja se pomoću više od 150 milijuna senzora raspoređenih u svih šest eksperimenata. Iz ukupnih sirovih podataka izdvajaju se “zanimljivi događaji” pa se tok podataka smanjuje na samo 300 MB/s. LHC će ukupno godišnje stvarati oko 15 petabajta podataka, kojima će pristupati i obrađivati ih tisuće znanstvenika širom svijeta. 
Podaci prikupljeni u eksperimentima rasporedit će se ustanovama i pojedincima preko četveroslojnog modela. Podaci će se prvenstveno pohranjivati na vrpcama u podatkovnom centru smještenom u samom CERN-u. Ova računala čine nulti sloj distribuiranog sustava. Nakon inicijalne obrade podaci će se ponovno rasporediti u niz centara prvog sloja – velike računalne centre s dovoljnim kapacitetom za pohranu koji će neprekidno stajati na raspolaganju središnjem podatkovnom centru. 
Centri iz prvog sloja stavljat će podatke na raspolaganje centrima drugog sloja – kolaboracijskim računalnim centrima koji su u mogućnosti čuvati dovoljno podataka i raspolažu dovoljnom procesorskom snagom za izvođenje specifičnih analitičkih poslova. Pojedinačni znanstvenici pristupat će tim centrima preko računalnih resursa trećeg sloja. Oni se mogu sastojati od lokalnih klastera na fakultetima ili čak pojedinačnih PC računala. 

## Najvažnija otkrića postignuta u CERN-u
| Godina | Najvažnija otkrića postignuta u CERN-u                                                  |
| ------ | --------------------------------------------------------------------------------------- |
| 1973.  | Otkriće neutralnih struja (međudjelovanja elementarnih čestica slabom nuklearnom silom) |
| 1983.  | Otkriće W i Z bozona                                                                    |
| 1989.  | Utvrđivanje broja neutrinskih vrsta                                                     |
| 1995.  | Prvo stvaranje atoma antivodika                                                         |
| 1999.  | Otkriće izravnog CP-narušenja                                                           |
| 2010.  | Izolacija 38 atoma antivodika                                                           |
| 2011.  | Održavanje antivodika više od 15 minuta                                                 |
| 2012.  | Otkriće Higgsove čestice.                                                               |

## World Wide Web
Nepoznati britanski fizičar Tim Berners-Lee, zaposlen u CERN-u, na Božić je 1990., zajedno s belgijskim kolegom Robertom Cailliauom, prvi put uspješno uspostavio komunikaciju između HTTP klijenta i servera, i to putem interneta.  
Do kraja 1980-tih u svijetu je razvijen niz mreža, internet se proširio po svim kontinentima, naveliko ga je koristila znanstvena zajednica, a već ga je itekako ozbiljno počela koristiti i poslovna zajednica. Nepoznatom britanskom fizičaru Timothy Berners-Leeu, zaposlenom u CERN-u, palo je na pamet da na internetu koristi hipertekst, odnosno da hipertekst poveže s već postojećim, raširenim i prihvaćenim TCP/IP protokolima i razvijenim DNS-om. Bila je to ideja iza koje se skrivao World Wide Web. Sljedeće godine, 25. prosinca 1990., Berners-Lee je zajedno s belgijskim kolegom Robertom Cailliauom prvi put uspješno spojio, a to znači uspostavio komunikaciju između HTTP (engl. Hypertext Transfer Protocol) klijenta i servera i to putem interneta.  Ostalo je povijest, zvana World Wide Web, a u toj povijesti neizostavan datum je 6. kolovoza 1991., kad je pokrenuta prva web stranica.

## Vanjske poveznice
- (engl.) Mrežno sjedište CERN-a  Arhivirana inačica izvorne stranice od 6. prosinca 2012. (Wayback Machine)
- (hrv.) O CERN-u na stranicama MZOŠ-a  Arhivirana inačica izvorne stranice od 9. lipnja 2007. (Wayback Machine)